# Джейго, Гордон
Гордон Гарольд Джейго (англ. Gordon Harold Jago; 22 октября 1932, Лондон — 4 июля 2025) — английский футболист и футбольный тренер.

## Биография
Джейго родился в Попларе, Лондон, и начал свою карьеру в Футбольной лиге Англии с «Чарльтон Атлетик», к которому он присоединился в 1954/55 сезоне, перейдя туда из любительского «Далич Хэмлет». Он сыграл в общей сложности 147 матчей, забив один гол на «Вэлли». Его последний сезон с клубом — 1961/62, после этого он вернулся в любительский футбол, став тренером «Истборн Юнайтед».
В 1967 году он был назначен тренером клуба Североамериканской футбольной лиги «Балтимор Бэйс». После двух лет с клубом Джейго был назначен тренером национальной сборной США, но был уволен после того, как проиграл оба своих первых матча. В 1970 году Джейго присоединился к тренерскому штабу «Куинз Парк Рейнджерс» и возглавил клуб в январе 1971 года. Он подписал будущих ключевых игроков КПР: Стэна Боулса, Дона Гивенса, Дэйва Томаса и Фрэнка Маклинтока — и привёл клуб к повышению в Первый дивизион в 1972/73 сезоне. Джейго покинул клуб в октябре 1974 года. В 1975/76 сезоне команда, костяк которой создал Джейго, стала серебряным призёром чемпионата, на одно очко отстав от «Ливерпуля». Сам Джейго был назначен тренером «Миллуолла», где он оставался до 1977 года. В 1976 году Джейго вывел «Миллуолл» из третьего дивизиона во второй.
Он вернулся в Северную Америку, где четыре года тренировал клуб NASL, «Тампа-Бэй Раудис». Он добился больших успехов, особенно в первые годы в Тампе, став участником Соккер Боула в 1978 и 1979 годах и выиграв чемпионат по шоуболу во второй год с клубом. Джейго вывел «Раудис» в финал сезона 1981/82, но в решающем матче проиграл «Сан-Диего Сокерз». Он подал в отставку после неудачного сезона 1982 года и уже не тренировал клуб в шоубольном сезоне.
Джейго позже дважды возглавлял шоубольный клуб «Даллас Сайдкикс» в 1984—1997 годы (в 1990 году не тренировал). Он был президентом Всемирного шоубольной лиги с 1998 года до её слияния с MISL в сезоне 2002 года. До недавнего времени он был исполнительным директором Кубка Далласа. В знак признания его достижений в 2006 году королева Елизавета II сделала его членом Ордена Британской империи. В декабре 2010 года «ESPN WIde World of Sports Disney Showcase» вручила Гордону Джейго награду «Пожизненное достижение» в Диснейуорлде в Орландо.
В марте 2013 года Джейго был одним из шести футболистов, включённых в 2013 году в Зал славы шоубола. Пятью другими стали Преки, Кай Хааскиви, Золтан Тот, Брайан Куинн и Майк Станкович.
Гордон Джейго комментирует матчи «Даллас Сайдкикс» в MASL на канале «Norm Hitzes», контракт подписан на сезоны 2013/14 и 2014/15.
В ноябре 2013 года Джейго подал в отставку с должности исполнительного директора Кубка Далласа и стал послом и спецконсультантом турнира.
Умер ночью 4 июля 2025 года в возрасте 92 лет.